# 중앙아프리카 공화국 부시 전쟁

중앙아프리카 공화국 부시 전쟁 지도

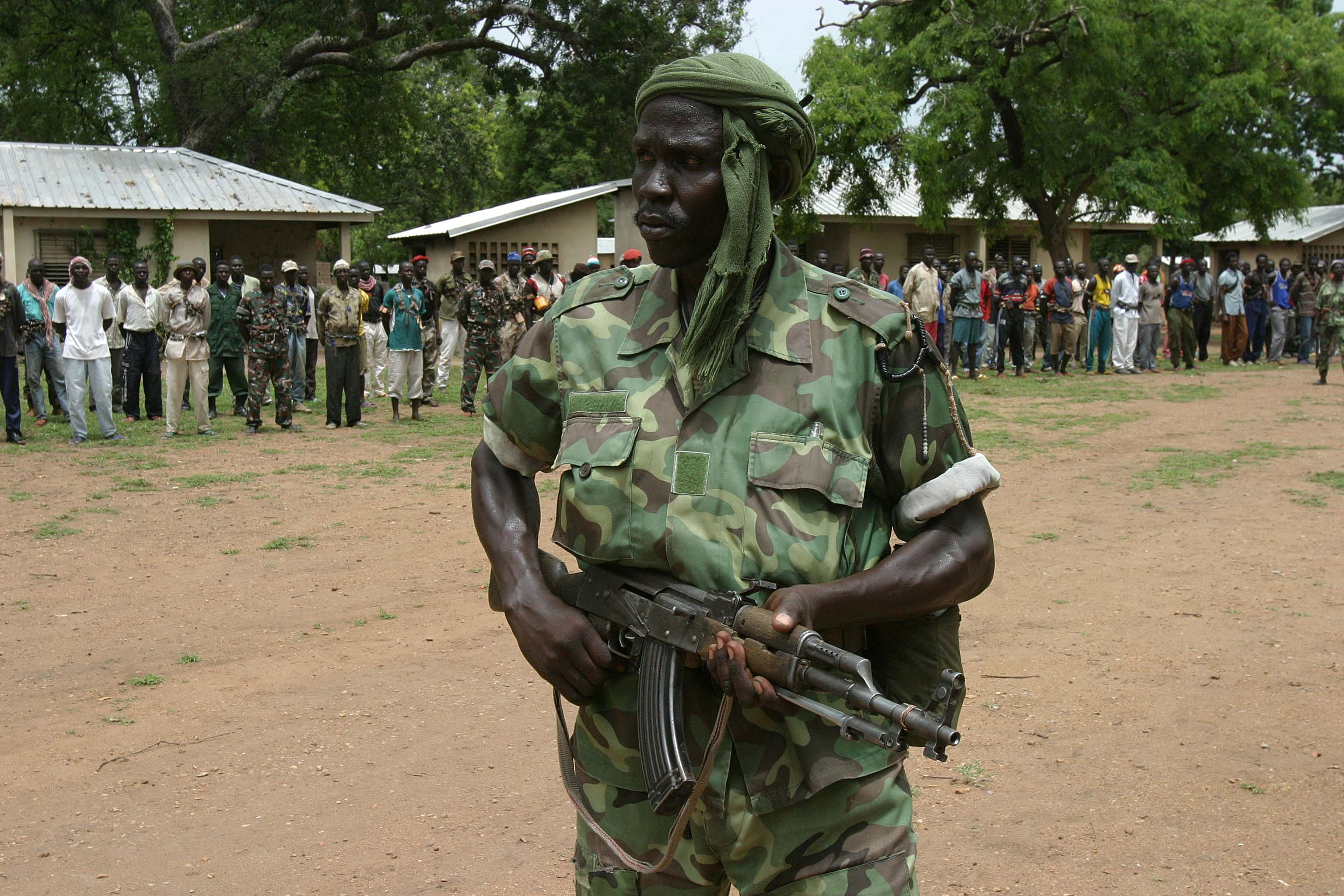
2007년 중앙아프리카 공화국 북부의 반군

중앙아프리카 부시 전쟁은 중앙아프리카 공화국에서 2004년부터 2007년까지 민주 통합 연합 (UFDR) 반군과 정부군 사이에 벌어진 내전이었다. 이 반란은 프랑수아 보지제가 2003년 국가 대통령직을 장악한 후 시작되었다. 실제 전투는 2004년에 시작되었다. 내란으로 인해 약 10,000명의 사람들이 피난했다.
반란은 여러 반군 단체로 구성되었으며, 그 중 일부는 규모가 매우 작았고 분쟁 막바지에 설립되었다. UFDR 외에도 민주주의 재건을 위한 인민군 (중앙아프리카 공화국) (APRD), 중앙아프리카 해방을 위한 애국 행동 그룹 (GAPLC), 정의를 위한 중앙아프리카 해방자 운동 (MLCJ), 중앙아프리카 민주 전선 (FDC), 공화국군 연합 (UFR) 등이 이 분쟁에 참여했다.
2007년부터 2012년 사이에 분쟁 해결을 위한 여러 평화 협정이 체결되었다. 가장 중요한 협정인 글로벌 평화 협정 (2008년 6월 21일 가봉 리브르빌에서 체결)은 APRD, UFDR, FDPC 그룹이 처음으로 서명했다. 이 협정은 협정 이전에 국가에 대해 저질러진 모든 행위에 대해 사면을 부여하고, 전직 반군을 사회와 중앙아프리카 공화국 정규군에 통합하기 위한 무장 해제 및 동원 해제 과정을 요구했다.
다른 반군 단체들은 나중에 이 협정에 서명하거나 정부와 유사한 협정을 체결했다 (예: UFR 2008년 12월 15일). 당시 협정을 체결하지 않은 유일한 주요 단체는 CPJP였으며, 그들은 활동을 계속하다가 2012년 8월 25일 정부와 평화 협정을 체결했다.

## 타임라인

### 2004년
2004년 11월, 중앙아프리카 공화국 북동부의 외딴 도시 비라오에 대한 습격으로 최소 20명이 사망했다.

### 2006년

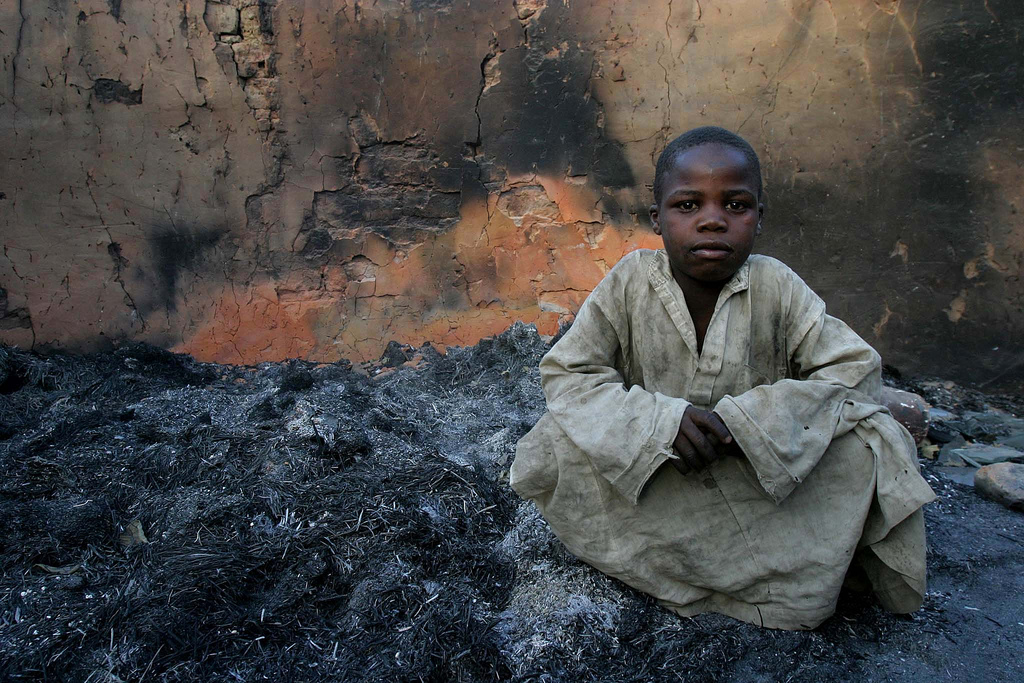
2007년 전투 중 대부분 불에 탄 북부 중앙아프리카 공화국 도시 비라오의 한 소년.

2006년 11월 8일, 수천 명의 사람들이 중앙아프리카 공화국의 수도 방기로 행진하여 정부군이 UFDR에 맞서 싸워달라고 탄원했다. 이 공격으로 정부군 20명이 사망하고 반군 3명만 사망했다.
또한 UFDR이 장갑차 여러 대를 확보했으며, 이전에는 비라오에 보급품을 운반하기 위해 착륙했던 비행기를 포함한 사실이 확인되었다.
2006년 11월 13일, 북부 중앙아프리카 공화국의 세 번째 도시인 삼 우앙자가 UFDR에 의해 점령되었다. 불과 3일 후, 네 번째 도시인 우아다가 반군에 점령되었다는 주장이 제기되었다. 도시 주민 20,000명 중 UFDR이 도시를 점령할 것이라는 소식을 들은 5,000명에서 10,000명 사이의 사람들이 대부분 밤바리 및 방기 (중앙아프리카 공화국)와 같은 인근 도시로 피난했다.
UFDR은 브리아시를 점령할 계획이었던 것으로 알려졌으나, 은델레에서도 추가 공격이 발생할 수 있다는 소문도 있었다. 2006년 12월, 차드군 병력 3대가 베토코 옆에 위치한 베말을 공격하여 주민들에게 무작위로 총격을 가하고 마을에서 소 32마리, 농기구, 땅콩 자루를 강탈했다.

### 2007년
FDPC의 압둘라예 미스킨은 2007년 2월 2일 시르테에서 정부와 평화 협정을 체결했다. 이 협정은 적대 행위 중단, FDPC 전투원 숙영 및 FACA와의 통합, 정치범 석방, 그리고 FDPC의 정부 통합을 요구했다.
프랑스 미라주 제트기가 비라오에 있는 UFDR 본부를 폭격한 후, UFDR과 중앙아프리카 공화국 정부는 2007년 4월 1일 비라오 평화 협정을 체결했다. 이 협정은 UFDR에 대한 사면, 정치 정당으로서의 인정, 그리고 전투원의 국가군 통합을 규정한다. 나머지 반군 그룹은 정부와 계속 싸웠다.
2007년 8월, 미스킨은 대통령 고문으로 임명되었다. 미스킨은 정부가 시르테 협정을 위반했으며, 특히 국제형사재판소에 의한 기소로부터 자신을 보호하지 못할 것이라고 말하며 임명을 거부했다. 국제형사재판소는 2002-03년 보지제의 파타세 정부에 대한 쿠데타 시도 중 발생한 수많은 전쟁 범죄를 조사하기 시작했으며, 미스킨은 이 시도에서 최고 보좌관이었다.

### 2008년
2008년 5월 9일, APRD는 리브르빌에서 정부와 휴전 및 평화 협정을 체결했다. 이 협정은 가봉의 오마르 봉고 대통령이 이끄는 중앙아프리카 경제통화 공동체 (CEMAC) 특별 위원회의 후원 하에 이루어졌다. 장 자크 데마푸트가 APRD를 대표하여 서명하고 DDR 장관 시리아크 곤다가 정부를 대표하여 서명했다. 협정 조건 이행을 감독하기 위해 6인 위원회가 설립되었다.
APRD 협정은 추가 평화 회담의 길을 열었다. 2008년 6월 21일, FDPC는 APRD 및 UFDR에 합류하여 리브르빌 포괄적 평화 협정에 서명했으며, 이는 이전 두 협정의 조항을 재확인하고 확장했다.
2008년 8월 25일, CPJP는 마침내 리브르빌 포괄적 협정에 동의했다.

### 2011년
CPJP와 UFDR은 계속해서 중앙아프리카 공화국 서부, 특히 브리아 주변의 수공 다이아몬드 광산 통제를 놓고 싸웠다. 4월에 CPJP는 전투를 끝낼 준비가 되었다고 발표했지만, 정부가 실종되어 정부 교도소에서 사망한 것으로 추정되는 전 CPJP 수장 샤를 마시의 지위를 명확히 할 것을 평화 회담의 조건으로 내세웠다. 강화된 정부 및 국제 중재 노력 끝에 CPJP는 6월 12일 정부와 휴전 협정을 체결했다. 폭력은 곧 재개되었고 2011년 9월에는 50명 이상의 사망자가 보고되었다. 10월 8일, CPJP와 UFDR (현재 정부와 동맹)은 방기에서 평화 협정을 체결하여 브리아의 비무장화를 요구했다.

### 2012년
2012년 12월 10일, 분쟁이 재개되었다는 반군 그룹이 보지제 대통령이 이전 협정 조건을 위반했다고 비난했다. 셀레카로 알려진 새로운 반군 연합은 2013년 3월 24일 보지제를 전복하고 수도 방기를 점령했으며, 반군 지도자 미셸 조토디아는 스스로를 중앙아프리카 공화국 대통령으로 선언했다. 전쟁은 끝났다.

## 인권 침해 및 범죄
반란이 일어나는 모든 경우에 학대가 발생합니다. 저는 그것을 부인할 수 없습니다. 학대가 있습니다.

 - 중앙아프리카 공화국 대통령 프랑수아 보지제
휴먼 라이츠 워치 (HRW)에 따르면, 수백 명의 민간인이 사망하고 10,000채 이상의 주택이 불탔으며 약 212,000명의 사람들이 중앙아프리카 공화국 북부의 깊은 숲에서 절망적인 상태로 살기 위해 집을 떠났다.

## 여파
추가 협상을 통해 2008년에는 화해, 통합 정부, 2009년 지방 선거, 2010년 의회 및 대통령 선거를 위한 합의가 이루어졌고, 새 정부는 2009년 1월에 구성되었다.

## 같이 보기
- 중앙아프리카 공화국 분쟁
- 차드 내전
- 다르푸르 분쟁